# Mellékpajzsmirigy

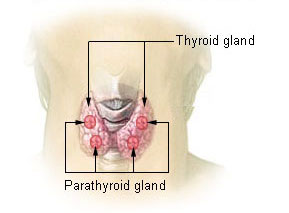
A pajzsmirigy és a mellékpajzsmirigyek elhelyezkedése a nyakon

A mellékpajzsmirigy (latinul glandula parathyroidea) a nyakon, a pajzsmirigy hátulsó felszínén elhelyezkedő belső elválasztású mirigy, melyet 3-5 borsónyi képlet alkot. Nagyságuk kb. 8mm, tömegük elérheti az 5 grammot. Ezek a kis csomók nagyon sokszor szinte teljesen beleágyazódnak a pajzsmirigy szövetébe, és attól csak nehezen vagy egyáltalán nem különíthetők el.
A mellékpajzsmirigy ún. fősejtjei egy parathormon nevű anyagot termelnek. Ez az anyag növeli a vérplazma kalciumkoncentrációját, méghozzá úgy, hogy kalciumot von el a csontoktól, és fokozza a visszaszívását a nefronok elvezető csatornáiban, valamint a D-vitaminnal együtt segíti a bélcsatorna falán a táplálékból származó kalciumionok felszívódását a vérbe. A vér kalcium tartalmának bizonyos százalékú csökkenése a motoros idegek ingerlékenységét erősen megnöveli, ezért jellegzetes izomgörcsök (tetania) léphetnek fel. 
A mellékpajzsmirigy működését a vérplazma kalciumkoncentrációjának csökkenése fokozza.
A mellékpajzsmirigyek teljes eltávolítása halálhoz vezet.

## A mellékpajzsmirigy és az angolkór
D-vitamin hiányában a bélből történő kalciumion-felszívás zavart szenved, és a vér csökkenő kalciumion-koncentrációja miatt fokozódik a parathormon képződése. Emiatt csökken a csontok kalciumtartalma, és ezzel együtt a szilárdságuk is. Könnyen deformálódnak, törnek. A gyermekek D-vitamin-hiánya angolkór kialakulásához vezet: a lábak csontjai görbülnek, O- vagy X-láb alakulhat ki.